# Бабушки и внучата
«Бабушки и внучата» — художественный фильм, Грузия-фильм, 1969, драма.

## Сюжет
Фильм рассказывает о взаимоотношении детей и взрослых. Завершается Великая Отечественная война. Маленький Зурико, которому шесть лет, живёт вместе со своей бабушкой в небольшом грузинском селе. Мать бросила мальчика, а его отец на фронте.
Зурико с надеждой ждёт своего отца. Но отец возвращается с войны не один, он приезжает с новой женой, тётей Иано. Всё это совсем не нравится мальчику, и между ним, отцом и Иано начинается конфликт. Ссору пытается погасить бабушка, для этого она увозит на некоторое время Зурико в город.

## В ролях
- Кето Бочоришвили — бабушка Даро (главная роль; дублирует Н.Никитина)
- Шалва Херхеулидзе — дедушка участника танцевального ансамбля
- Эроси Манджгаладзе
- Екатерина Верулашвили
- Лия Капанадзе — мать Тенго

## Съёмочная группа
- Автор сценария: Мераб Элиозишвили
- Режиссёр: Нана Мчедлидзе
- Оператор: Арчил Филипашвили
- Композитор: Нодар Мамисашвили
- Художники-постановщики: Зураб Медзмариашвили и Давил Лурсманишвили
- Монтаж: Василий Доленко
- Звукорежиссёр: Этери Джебашвили

## Технические данные
- СССР, 1969 год
- Тбилиси, Грузия-фильм
- драма, 82 −85 мин.
- Видео — чёрно-белый, 1,37:1, 35 мм, 2253 м
- Звук — моно
- Оригинальный язык — грузинский